# Claptone

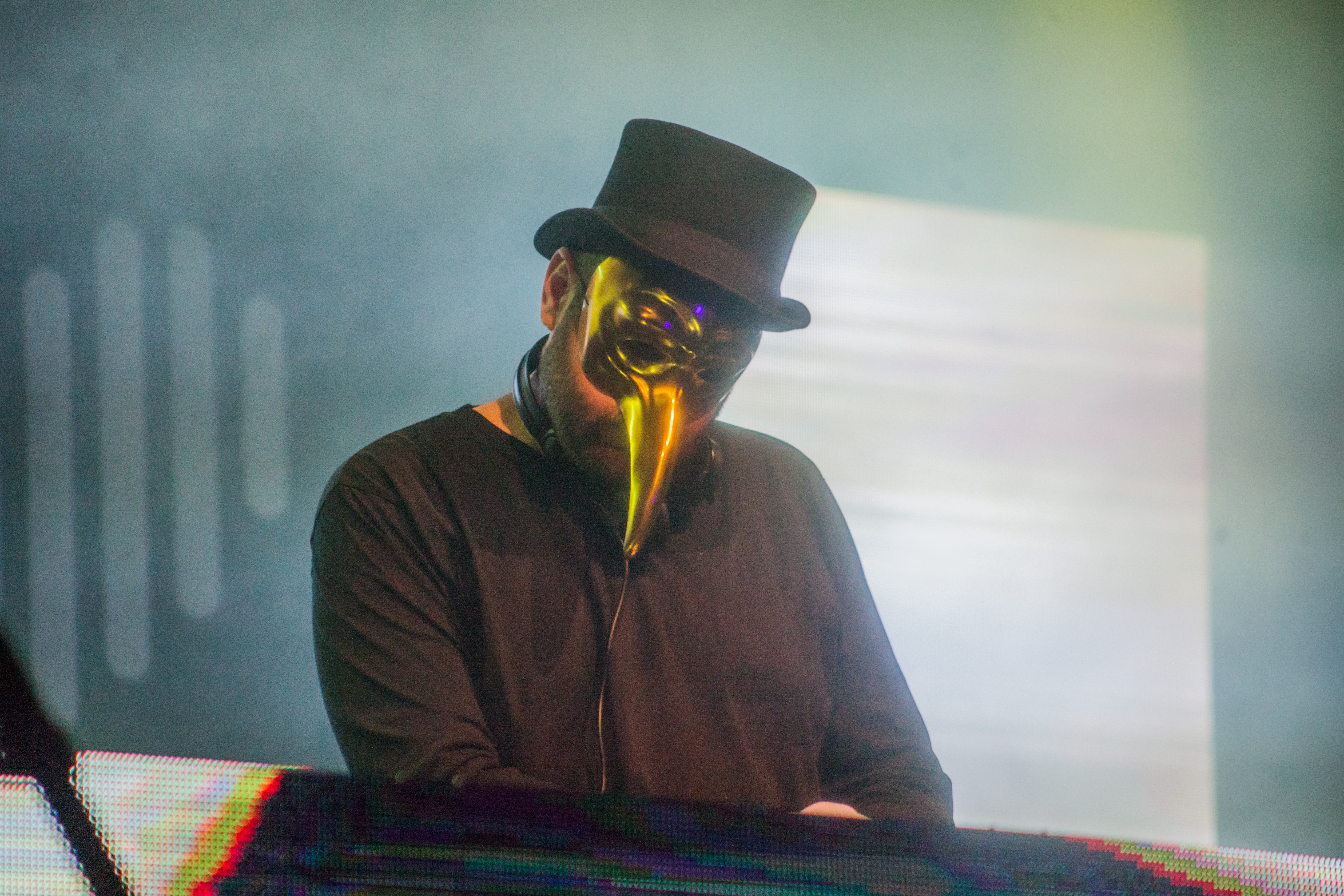
Claptone (2019)

Claptone ist ein House-DJ und Musikproduzent. Er tritt seit 2011 auf, immer mit venezianischer Schnabelmaske, auch schon im Duo. Seine wahre Identität ist unbekannt. Manche vermuten den Berliner DJ Daniel Dexter (Malente & Dex) dahinter.
Das Debütalbum Charmer erschien 2015 bei Different Recordings. Festivalauftritte gab es unter anderem beim Coachella, Tomorrowland, Melt, Electric Zoo, SonneMondSterne, Juicy Beats, Berlin Festival und Utopia Island.

## Diskografie

### Alben
| Jahr | Titel Musiklabel                    | Höchstplatzierung, Gesamtwochen, AuszeichnungChartplatzierungen (Jahr, Titel, Musiklabel, Platzierungen, Wochen, Auszeichnungen, Anmerkungen) | Höchstplatzierung, Gesamtwochen, AuszeichnungChartplatzierungen (Jahr, Titel, Musiklabel, Platzierungen, Wochen, Auszeichnungen, Anmerkungen) | Anmerkungen                             |
| Jahr | Titel Musiklabel                    | CH | BEF | Anmerkungen                             |
| ---- | ----------------------------------- | --- | --- | --------------------------------------- |
| 2015 | Charmer Different Recordings        | — | BEF102 (2 Wo.)BEF | Erstveröffentlichung: 16. Oktober 2015  |
| 2016 | The Masquerade Different Recordings | CH19 (1 Wo.)CH | — | Erstveröffentlichung: 28. Oktober 2016  |
| 2018 | Fantast Different Recordings        | — | BEF186 (1 Wo.)BEF | Erstveröffentlichung: 8. Juni 2018      |
| 2021 | Fantast Different Recordings        | — | — | Erstveröffentlichung: 12. November 2021 |

### Singles & EPs
| Jahr | Titel Album     | Höchstplatzierung, Gesamtwochen, AuszeichnungChartplatzierungen (Jahr, Titel, Album, Platzierungen, Wochen, Auszeichnungen, Anmerkungen) | Höchstplatzierung, Gesamtwochen, AuszeichnungChartplatzierungen (Jahr, Titel, Album, Platzierungen, Wochen, Auszeichnungen, Anmerkungen) | Anmerkungen                                |
| Jahr | Titel Album     | CH | BEF | Anmerkungen                                |
| ---- | --------------- | --- | --- | ------------------------------------------ |
| 2013 | No Eyes Charmer | — | BEF14 (15 Wo.)BEF | Erstveröffentlichung: 13. Mai 2013 mit Jaw |

Weitere Singles
- 2014: Ghost
- 2015: Dear Life (mit Jaw)
- 2015: The Only Thing
- 2016: Heartbeat
- 2018: In the Night
- 2018: Under the Moon
- 2018: Birdsong
- 2018: Stronger

Remixe
- 2017: Gorillaz - We Got The Power (Claptone Remix)

## Auszeichnungen für Musikverkäufe
| Goldene Schallplatte - Italien - 2024: für die Single No Eyes |

| Land/RegionAuszeichnungen für Musikverkäufe (Land/Region, Auszeichnungen, Verkäufe, Quellen) | Gold  | Platin | Verkäufe | Quellen |
| -------------------------------------------------------------------------------------------- | ----- | ------ | -------- | ------- |
| Italien (FIMI)                                                                               | Gold1 | —      | 50.000   | fimi.it |
| Insgesamt                                                                                    | Gold1 | —      |          |         |